# آتاراکسی
آتاراکسی یا آتاراشیا (یونانی: ἀταραξία) که، تحت‌اللفظی، به معنای آرامش است، مفهومی است در فلسفهٔ یونان باستان به‌خصوص فلسفهٔ پیرهون و اپیکور. آتاراکسی به حالتی گفته می‌شود که در آن شخص دارای تعادل فکری، بی دغدغگی و آزادی عمل باشد. سکستوس امپریکوس می‌گوید: " "آتاراکسی حالتی بی‌نظیر از آرامش روحی است". در استفاده غیر فلسفی، این اصطلاح برای توصیف حالت سربازانی استفاده می‌شود که، در شرایط ایده‌آل، آمادگی ورود به جنگ دارند.
در اپیکوریسم، آتاراکسی به عنوان تنها خوشبختی دست‌یافتنی شناخته می‌شود، آرامشی پایدار که انسان تا پایان زندگی از همهٔ نگرانی‌ها دور نگاه داشته شود.